# Five Finger Death Punch/Diskografie
Diese Diskografie ist eine Übersicht über die musikalischen Werke der US-amerikanischen Metal-Band Five Finger Death Punch. Den Schallplattenauszeichnungen zufolge hat sie bisher mehr als 11,1 Millionen Tonträger verkauft, davon alleine in ihrer Heimat über sieben Millionen. Ihre erfolgreichste Veröffentlichung ist das sechste Studioalbum Got Your Six mit über 1,2 Millionen verkauften Einheiten.

## Alben

### Studioalben
| Jahr | Titel Musiklabel                                                                | Höchstplatzierung, Gesamtwochen, AuszeichnungChartplatzierungen (Jahr, Titel, Musiklabel, Platzierungen, Wochen, Auszeichnungen, Anmerkungen) | Höchstplatzierung, Gesamtwochen, AuszeichnungChartplatzierungen (Jahr, Titel, Musiklabel, Platzierungen, Wochen, Auszeichnungen, Anmerkungen) | Höchstplatzierung, Gesamtwochen, AuszeichnungChartplatzierungen (Jahr, Titel, Musiklabel, Platzierungen, Wochen, Auszeichnungen, Anmerkungen) | Höchstplatzierung, Gesamtwochen, AuszeichnungChartplatzierungen (Jahr, Titel, Musiklabel, Platzierungen, Wochen, Auszeichnungen, Anmerkungen) | Höchstplatzierung, Gesamtwochen, AuszeichnungChartplatzierungen (Jahr, Titel, Musiklabel, Platzierungen, Wochen, Auszeichnungen, Anmerkungen) | Höchstplatzierung, Gesamtwochen, AuszeichnungChartplatzierungen (Jahr, Titel, Musiklabel, Platzierungen, Wochen, Auszeichnungen, Anmerkungen) | Anmerkungen                                                    |
| Jahr | Titel Musiklabel                                                                | DE | AT | CH | UK | US | Rock | Anmerkungen                                                    |
| ---- | ------------------------------------------------------------------------------- | --- | --- | --- | --- | --- | --- | -------------------------------------------------------------- |
| 2007 | The Way of the Fist Prospect Park                                               | — | — | — | — | US107 Gold · (44 Wo.)US | — | Erstveröffentlichung: 31. Juli 2007 Verkäufe: + 540.000        |
| 2009 | War Is the Answer Prospect Park                                                 | — | — | — | UK64 Silber · (1 Wo.)UK | US7 Platin · (113 Wo.)US | Rock4 (80 Wo.)Rock | Erstveröffentlichung: 22. September 2009 Verkäufe: + 1.100.000 |
| 2011 | American Capitalist Prospect Park                                               | DE74 (1 Wo.)DE | — | — | UK57 Silber · (2 Wo.)UK | US3 Platin · (57 Wo.)US | Rock2 (49 Wo.)Rock | Erstveröffentlichung: 11. Oktober 2011 Verkäufe: + 1.100.000   |
| 2013 | The Wrong Side of Heaven and the Righteous Side of Hell, Volume 1 Prospect Park | DE4 (5 Wo.)DE | AT5 (5 Wo.)AT | CH34 (2 Wo.)CH | UK21 Gold · (3 Wo.)UK | US2 Platin · (27 Wo.)US | Rock1 (62 Wo.)Rock | Erstveröffentlichung: 30. Juli 2013 Verkäufe: + 1.147.500      |
| 2013 | The Wrong Side of Heaven and the Righteous Side of Hell, Volume 2 Prospect Park | DE13 (2 Wo.)DE | AT17 (2 Wo.)AT | CH81 (1 Wo.)CH | UK44 (1 Wo.)UK | US2 Gold · (102 Wo.)US | Rock1 (41 Wo.)Rock | Erstveröffentlichung: 19. November 2013 Verkäufe: + 540.000    |
| 2015 | Got Your Six Prospect Park                                                      | DE5 Gold · (6 Wo.)DE | AT5 (12 Wo.)AT | CH5 (6 Wo.)CH | UK6 Silber · (4 Wo.)UK | US2 Platin · (40 Wo.)US | Rock1 (71 Wo.)Rock | Erstveröffentlichung: 4. September 2015 Verkäufe: + 1.207.500  |
| 2018 | And Justice for None Prospect Park                                              | DE1 (15 Wo.)DE | AT1 (11 Wo.)AT | CH1 (14 Wo.)CH | UK7 Silber · (3 Wo.)UK | US4 Gold · (20 Wo.)US | Rock1 (27 Wo.)Rock | Erstveröffentlichung: 18. Mai 2018 Verkäufe: + 575.000         |
| 2020 | F8 Better Noise Music                                                           | DE2 (16 Wo.)DE | AT2 (11 Wo.)AT | CH4 (9 Wo.)CH | UK7 (2 Wo.)UK | US8 (4 Wo.)US | Rock2 (6 Wo.)Rock | Erstveröffentlichung: 28. Februar 2020 Verkäufe: + 50.000      |
| 2022 | AfterLife Better Noise Music                                                    | DE3 (10 Wo.)DE | AT3 (6 Wo.)AT | CH1 (5 Wo.)CH | UK19 (1 Wo.)UK | US10 (2 Wo.)US | Rock2 (2 Wo.)Rock | Erstveröffentlichung: 19. August 2022                          |

### Kompilationen
| Jahr | Titel Musiklabel                                | Höchstplatzierung, Gesamtwochen, AuszeichnungChartplatzierungen (Jahr, Titel, Musiklabel, Platzierungen, Wochen, Auszeichnungen, Anmerkungen) | Höchstplatzierung, Gesamtwochen, AuszeichnungChartplatzierungen (Jahr, Titel, Musiklabel, Platzierungen, Wochen, Auszeichnungen, Anmerkungen) | Höchstplatzierung, Gesamtwochen, AuszeichnungChartplatzierungen (Jahr, Titel, Musiklabel, Platzierungen, Wochen, Auszeichnungen, Anmerkungen) | Höchstplatzierung, Gesamtwochen, AuszeichnungChartplatzierungen (Jahr, Titel, Musiklabel, Platzierungen, Wochen, Auszeichnungen, Anmerkungen) | Höchstplatzierung, Gesamtwochen, AuszeichnungChartplatzierungen (Jahr, Titel, Musiklabel, Platzierungen, Wochen, Auszeichnungen, Anmerkungen) | Höchstplatzierung, Gesamtwochen, AuszeichnungChartplatzierungen (Jahr, Titel, Musiklabel, Platzierungen, Wochen, Auszeichnungen, Anmerkungen) | Anmerkungen                                                    |
| Jahr | Titel Musiklabel                                | DE | AT | CH | UK | US | Rock | Anmerkungen                                                    |
| ---- | ----------------------------------------------- | --- | --- | --- | --- | --- | --- | -------------------------------------------------------------- |
| 2017 | A Decade of Destruction Prospect Park           | DE36 (5 Wo.)DE | AT52 (1 Wo.)AT | CH69 (3 Wo.)CH | UK97 Gold · (1 Wo.)UK | US29 (144 Wo.)US | Rock2 (221 Wo.)Rock | Erstveröffentlichung: 1. Dezember 2017 Verkäufe: + 100.000     |
| 2020 | A Decade of Destruction, Volume 2 Prospect Park | DE45 (1 Wo.)DE | AT56 (1 Wo.)AT | CH68 (1 Wo.)CH | — | US130 (1 Wo.)US | Rock20 (2 Wo.)Rock | Erstveröffentlichung: 9. Oktober 2020                          |
| 2025 | Best Of (Vol. 1) Better Noise Music             | DE12 (1 Wo.)DE | AT16 (1 Wo.)AT | CH54 (1 Wo.)CH | — | — | — | Erstveröffentlichung: 18. Juli 2025 Neuaufnahmen älterer Titel |

### EPs
| Jahr | Titel Musiklabel                     | Anmerkungen                         |
| ---- | ------------------------------------ | ----------------------------------- |
| 2007 | Pre-Emptive Strike Spinefarm Records | Erstveröffentlichung: 10. Juli 2007 |

## Singles
| Jahr | Titel Album                                                                                   | Höchstplatzierung, Gesamtwochen, AuszeichnungChartplatzierungen (Jahr, Titel, Album, Platzierungen, Wochen, Auszeichnungen, Anmerkungen) | Höchstplatzierung, Gesamtwochen, AuszeichnungChartplatzierungen (Jahr, Titel, Album, Platzierungen, Wochen, Auszeichnungen, Anmerkungen) | Höchstplatzierung, Gesamtwochen, AuszeichnungChartplatzierungen (Jahr, Titel, Album, Platzierungen, Wochen, Auszeichnungen, Anmerkungen) | Höchstplatzierung, Gesamtwochen, AuszeichnungChartplatzierungen (Jahr, Titel, Album, Platzierungen, Wochen, Auszeichnungen, Anmerkungen) | Höchstplatzierung, Gesamtwochen, AuszeichnungChartplatzierungen (Jahr, Titel, Album, Platzierungen, Wochen, Auszeichnungen, Anmerkungen) | Höchstplatzierung, Gesamtwochen, AuszeichnungChartplatzierungen (Jahr, Titel, Album, Platzierungen, Wochen, Auszeichnungen, Anmerkungen) | Anmerkungen |
| Jahr | Titel Album                                                                                   | DE | AT | CH | UK | US | Rock | Anmerkungen |
| ---- | --------------------------------------------------------------------------------------------- | --- | --- | --- | --- | --- | --- | --- |
| 2009 | Hard to See War Is the Answer                                                                 | — | — | — | — | — | Rock26 (20 Wo.)Rock | Erstveröffentlichung: 9. Juli 2009 |
| 2009 | Walk Away War Is the Answer                                                                   | — | — | — | — | — | Rock21 (20 Wo.)Rock | Erstveröffentlichung: 2. November 2009 |
| 2010 | Bad Company War Is the Answer                                                                 | — | — | — | UK— SilberUK | US— PlatinUS | Rock7 (21 Wo.)Rock | Erstveröffentlichung: 17. Mai 2010 Verkäufe: + 1.275.000 Original: Bad Company                                                               |
| 2010 | Far from Home War Is the Answer                                                               | — | — | — | — | — | Rock14 (24 Wo.)Rock | Erstveröffentlichung: 16. September 2010 |
| 2011 | Under and Over It American Capitalist                                                         | — | — | — | — | US77 (1 Wo.)US | Rock20 (20 Wo.)Rock | Erstveröffentlichung: 27. Juli 2011 |
| 2011 | Remember Everything American Capitalist                                                       | — | — | — | — | — | Rock9 (22 Wo.)Rock | Erstveröffentlichung: November 2011 |
| 2012 | Coming Down American Capitalist                                                               | — | — | — | — | — | Rock14 (20 Wo.)Rock | Erstveröffentlichung: 24. April 2012 |
| 2013 | Lift Me Up The Wrong Side of Heaven and the Righteous Side of Hell, Volume 1                  | — | — | — | — | — | Rock19 (19 Wo.)Rock | Erstveröffentlichung: 2. Mai 2013 feat. Rob Halford                                                                                          |
| 2013 | Battle Born The Wrong Side of Heaven and the Righteous Side of Hell, Volume 1                 | — | — | — | — | — | Rock27 (15 Wo.)Rock | Erstveröffentlichung: 9. September 2013 |
| 2014 | The House of the Rising Sun The Wrong Side of Heaven and the Righteous Side of Hell, Volume 2 | — | — | — | — | — | Rock26 (20 Wo.)Rock | Erstveröffentlichung: 3. Februar 2014 Verkäufe: + 45.000                                                                                     |
| 2014 | Wrong Side of Heaven The Wrong Side of Heaven and the Righteous Side of Hell, Volume 2        | — | — | — | — | — | Rock11 (25 Wo.)Rock | Erstveröffentlichung: 11. August 2014 |
| 2015 | Jekyll and Hyde Got Your Six                                                                  | — | — | — | UK— SilberUK | — | Rock12 (20 Wo.)Rock | Erstveröffentlichung: 15. Juni 2015 Verkäufe: + 200.000                                                                                      |
| 2015 | Wash It All Away Got Your Six                                                                 | — | — | — | — | — | Rock19 (20 Wo.)Rock | Erstveröffentlichung: Oktober 2015 Verkäufe: + 45.000                                                                                        |
| 2016 | My Nemesis Got Your Six                                                                       | — | — | — | — | — | Rock34 (11 Wo.)Rock | Erstveröffentlichung: 28. Februar 2016 |
| 2016 | I Apologize Got Your Six                                                                      | — | — | — | — | — | Rock20 (25 Wo.)Rock | Erstveröffentlichung: 22. Juli 2016 |
| 2017 | Trouble A Decade of Destruction                                                               | — | — | — | — | — | Rock10 (11 Wo.)Rock | Erstveröffentlichung: 27. Oktober 2017 |
| 2017 | Gone Away A Decade of Destruction                                                             | — | — | — | — | — | Rock9 (26 Wo.)Rock | Erstveröffentlichung: 22. Dezember 2017 Original: The Offspring                                                                              |
| 2018 | Fake And Justice for None                                                                     | — | — | — | — | — | Rock29 (3 Wo.)Rock | Erstveröffentlichung: 5. April 2018 |
| 2018 | Sham Pain And Justice for None                                                                | — | — | — | — | — | Rock14 (22 Wo.)Rock | Erstveröffentlichung: 20. April 2018 |
| 2018 | When the Seasons Change And Justice for None                                                  | — | — | — | — | — | Rock17 (18 Wo.)Rock | Erstveröffentlichung: 3. Mai 2018 |
| 2018 | Blue on Black And Justice for None                                                            | — | — | — | — | US— PlatinUS | — | Erstveröffentlichung: 17. Mai 2018 Original: Kenny Wayne Shepherd Verkäufe: + 1.000.000                                                      |
| 2019 | Blue on Black And Justice for None                                                            | — | — | — | — | US66 Platin · (1 Wo.)US | — | Erstveröffentlichung: 12. April 2019 Original: Kenny Wayne Shepherd; feat. K.W. Shepherd, Brantley Gilbert & Brian May Verkäufe: + 1.000.000 |
| 2019 | Inside Out F8                                                                                 | — | — | — | — | — | Rock3 (20 Wo.)Rock | Erstveröffentlichung: 2. Dezember 2019 Verkäufe: + 40.000                                                                                    |
| 2020 | Full Circle F8                                                                                | — | — | — | — | — | Rock19 (2 Wo.)Rock | Erstveröffentlichung: 2020 |
| 2020 | A Little Bit Off F8                                                                           | — | — | — | — | US— PlatinUS | Rock8 (22 Wo.)Rock | Erstveröffentlichung: 5. Mai 2020 Verkäufe: + 1.080.000                                                                                      |
| 2020 | Living the Dream F8                                                                           | — | — | — | — | — | Rock18 (2 Wo.)Rock | Erstveröffentlichung: 4. Oktober 2020 |
| 2021 | Darkness Settles In F8                                                                        | — | — | — | — | — | Rock25 (9 Wo.)Rock | Erstveröffentlichung: 4. Mai 2021 |
| 2022 | Afterlife                                                                                     | — | — | — | — | — | Rock28 (9 Wo.)Rock | Erstveröffentlichung: 12. April 2022 |
| 2022 | IOU Afterlife                                                                                 | — | — | — | — | — | Rock37 (1 Wo.)Rock | Erstveröffentlichung: 13. Mai 2022 |
| 2022 | Welcome to the Circus Afterlife                                                               | — | — | — | — | — | Rock35 (1 Wo.)Rock | Erstveröffentlichung: 10. Juni 2022 |

Weitere Singles
- 2007: The Bleeding
- 2008: Never Enough
- 2008: Stranger than Fiction
- 2009: Dying Breed
- 2010: No One Gets Left Behind
- 2011: Back for More
- 2012: The Pride
- 2014: Mama Said Knock You Out
- 2024: This Is the Way (feat. DMX)

## Musikvideos
- 2007: The Bleeding
- 2008: Never Enough
- 2008: The Way of the Fist
- 2009: Hard to See
- 2010: Bad Company
- 2011: Under and Over It
- 2011: Remember Everything
- 2012: Coming Down
- 2012: The Pride
- 2013: Battle Born
- 2014: The House of the Rising Sun
- 2014: Wrong Side of Heaven
- 2015: Jekyll and Hyde
- 2015: Wash It All Away
- 2016: My Nemesis
- 2016: I Apologize
- 2017: Gone Away
- 2018: Sham Pain
- 2018: When the Seasons Change
- 2019: Blue on Black
- 2019: Inside Out
- 2020: A Little Bit Off
- 2020: Living the Dream
- 2021: Darkness Settles In
- 2022: Times Like These
- 2022: Welcome to the Circus
- 2024: This Is the Way

## Statistik

### Chartauswertung
|                     | DE     | AT    | CH    | UK    | US     | Rock       |
| ------------------- | ------ | ----- | ----- | ----- | ------ | ---------- |
| Nummer-eins-Alben   | DE1DE  | AT1AT | CH2CH | UK—UK | US—US  | Rock4Rock  |
| Top-10-Alben        | DE5DE  | AT5AT | CH4CH | UK3UK | US8US  | Rock9Rock  |
| Alben in den Charts | DE10DE | AT9AT | CH9CH | UK9UK | US10US | Rock10Rock |

|                       | DE    | AT    | CH    | UK    | US    | Rock       |
| --------------------- | ----- | ----- | ----- | ----- | ----- | ---------- |
| Nummer-eins-Singles   | DE—DE | AT—AT | CH—CH | UK—UK | US—US | Rock—Rock  |
| Top-10-Singles        | DE—DE | AT—AT | CH—CH | UK—UK | US—US | Rock5Rock  |
| Singles in den Charts | DE—DE | AT—AT | CH—CH | UK—UK | US2US | Rock27Rock |

### Auszeichnungen für Musikverkäufe
| Silberne Schallplatte - Europa (Impala) - 2014: für das Album The Wrong Side of Heaven and the Righteous Side of Hell, Volume 1 Goldene Schallplatte - Dänemark - 2019: für das Album Got Your Six - 2020: für die Single Wrong Side of Heaven - 2022: für die Single The House of the Rising Sun - 2024: für die Single Wash It All Away - 2024: für die Single Bad Company - Europa (Impala) - 2017: für das Album Got Your Six - Kanada - 2012: für das Album War Is the Answer - 2013: für das Album American Capitalist - 2014: für das Album The Way of the Fist - 2015: für das Album The Wrong Side of Heaven and the Righteous Side of Hell, Vol. 1 - 2017: für das Album Got Your Six - 2018: für das Album The Wrong Side of Heaven and the Righteous Side of Hell, Vol. 2 - 2024: für das Album F8 - 2024: für die Single Inside Out - Neuseeland - 2022: für das Album Got Your Six - 2022: für das Album The Wrong Side of Heaven and the Righteous Side of Hell, Volume 1 - Norwegen - 2024: für das Album F8 - Schweden - 2021: für das Album And Justice for None - 2023: für das Album F8 | Platin-Schallplatte - Kanada - 2024: für die Single A Little Bit Off - Neuseeland - 2022: für die Single Bad Company |

Anmerkung: Auszeichnungen in Ländern aus den Charttabellen bzw. Chartboxen sind in ebendiesen zu finden.
| Land/RegionAuszeichnungen für Musikverkäufe (Land/Region, Auszeichnungen, Verkäufe, Quellen) | Silber     | Gold       | Platin       | Verkäufe  | Quellen              |
| -------------------------------------------------------------------------------------------- | ---------- | ---------- | ------------ | --------- | -------------------- |
| Dänemark (IFPI)                                                                              | —          | 5× Gold5   | —            | 190.000   | ifpi.dk              |
| Deutschland (BVMI)                                                                           | —          | Gold1      | —            | 100.000   | musikindustrie.de    |
| Europa (Impala)                                                                              | Silber1    | Gold1      | —            | (150.000) | Einzelnachweise      |
| Kanada (MC)                                                                                  | —          | 8× Gold8   | Platin1      | 400.000   | musiccanada.com      |
| Neuseeland (RMNZ)                                                                            | —          | 2× Gold2   | Platin1      | 45.000    | radioscope.co.nz NZ2 |
| Norwegen (IFPI)                                                                              | —          | Gold1      | —            | 10.000    | ifpi.no              |
| Schweden (IFPI)                                                                              | —          | 2× Gold2   | —            | 30.000    | sverigetopplistan.se |
| Vereinigte Staaten (RIAA)                                                                    | —          | 3× Gold3   | 8× Platin8   | 9.500.000 | riaa.com             |
| Vereinigtes Königreich (BPI)                                                                 | 6× Silber6 | 2× Gold2   | —            | 840.000   | bpi.co.uk            |
| Insgesamt                                                                                    | 7× Silber7 | 25× Gold25 | 10× Platin10 |           |                      |